# Sprint par équipes masculin de ski de fond aux Jeux olympiques de 2022
Navigation
Pyeongchang 2018 Cortina 2026
Le sprint par équipes hommes de ski de fond aux Jeux olympiques de 2022 a lieu le 16 février 2022.

## Médaillés
| Or                               | Argent               | Bronze                    |
| Norvège - Johannes Høsflot Klæbo | Finlande - Joni Mäki | ROC - Alexander Terentyev |

## Resultats
Q — Qualifié pour la finale, les deux premiers de chaque groupe
LL — "Lucky loser", qui correspond aux meilleurs 6 temps autres que ceux directement qualifiés
PF — photo finish

### Demi-finales
| Rang | Groupe | Dossard | Pays            | Athlètes                                 | Temps    | Note |
| ---- | ------ | ------- | --------------- | ---------------------------------------- | -------- | ---- |
| 1    | 1      | 1       | Norvège         | Erik Valnes Johannes Høsflot Klæbo       | 20:17.28 | Q    |
| 2    | 1      | 3       | France          | Hugo Lapalus Richard Jouve               | 20:17.36 | Q    |
| 3    | 1      | 2       | Finlande        | Iivo Niskanen Joni Mäki                  | 20:17.81 | Q    |
| 4    | 1      | 7       | Canada          | Antoine Cyr Graham Ritchie               | 20:18.71 | Q    |
| 5    | 1      | 11      | Estonie         | Henri Roos Martin Himma                  | 20:24.29 |      |
| 6    | 1      | 9       | Biélorussie     | Aliaksandr Voranau Yahor Shpuntau        | 20:34.07 |      |
| 7    | 1      | 5       | Tchéquie        | Luděk Šeller Michal Novák                | 20:36.70 |      |
| 8    | 1      | 8       | Slovénie        | Vili Črv Miha Šimenc                     | 20:43.03 |      |
| 9    | 1      | 6       | Roumanie        | Paul Pepene Raul Popa                    | 21:03.35 |      |
| 10   | 1      | 4       | Grande-Bretagne | James Clugnet Andrew Young               | 21:15.27 |      |
| 11   | 1      | 12      | Australie       | Phillip Bellingham Seve de Campo         | 21:17.35 |      |
| 12   | 1      | 13      | Lituanie        | Modestas Vaičiulis Tautvydas Strolia     | 22:17.79 |      |
| 13   | 1      | 10      | Corée du Sud    | Kim Min-woo Jeong Jong-won               | 22:56.16 |      |
| 1    | 2      | 15      | Italie          | Francesco De Fabiani Federico Pellegrino | 20:06.99 | Q    |
| 2    | 2      | 16      | Suède           | William Poromaa Oskar Svensson           | 20:07.57 | Q    |
| 3    | 2      | 17      | Suisse          | Jonas Baumann Jovian Hediger             | 20:07.67 | Q    |
| 4    | 2      | 21      | Autriche        | Michael Föttinger Benjamin Moser         | 20:07.78 | Q    |
| 5    | 2      | 14      | ROC             | Alexander Bolshunov Alexander Terentyev  | 20:07.85 | LL   |
| 6    | 2      | 19      | États-Unis      | Ben Ogden James Clinton Schoonmaker      | 20:11.42 | LL   |
| 7    | 2      | 20      | Chine           | Wang Qiang Shang Jincai                  | 20:12.40 |      |
| 8    | 2      | 23      | Pologne         | Maciej Staręga Kamil Bury                | 20:19.87 |      |
| 9    | 2      | 24      | Ukraine         | Oleksii Krasovskyi Ruslan Perekhoda      | 20:48.40 |      |
| 10   | 2      | 25      | Islande         | Snorri Einarsson Isak Stianson Pedersen  | 21:05.66 |      |
| 11   | 2      | 22      | Lettonie        | Raimo Vīgants Roberts Slotiņš            | 21:06.82 |      |
| 12   | 2      | 18      | Allemagne       | Albert Kuchler Janosch Brugger           | 21:20.39 |      |

### Finale
La finale a eu lieu à 17 h 0 le même jour.
| Rang                                | Dossard | Pays       | Athlètes                                 | Temps    | Écart    |
| ----------------------------------- | ------- | ---------- | ---------------------------------------- | -------- | -------- |
| Médaille d'or, Jeux olympiques      | 1       | Norvège    | Erik Valnes Johannes Høsflot Klæbo       | 19:22.99 | —        |
| Médaille d'argent, Jeux olympiques  | 2       | Finlande   | Iivo Niskanen Joni Mäki                  | 19:25.45 | +2.46    |
| Médaille de bronze, Jeux olympiques | 14      | ROC        | Alexander Bolshunov Alexander Terentyev  | 19:27.28 | +4.29    |
| 4                                   | 16      | Suède      | William Poromaa Oskar Svensson           | 19:38.05 | +15.06   |
| 5                                   | 7       | Canada     | Antoine Cyr Graham Ritchie               | 19:45.30 | +22.31   |
| 6                                   | 15      | Italie     | Francesco De Fabiani Federico Pellegrino | 19:48.42 | +25.43   |
| 7                                   | 3       | France     | Hugo Lapalus Richard Jouve               | 19:58.37 | +35.38   |
| 8                                   | 17      | Suisse     | Jonas Baumann Jovian Hediger             | 20:04.35 | +41.36   |
| 9                                   | 19      | États-Unis | Ben Ogden James Clinton Schoonmaker      | 20:28.07 | +1:05.08 |
| 10                                  | 21      | Autriche   | Michael Föttinger Benjamin Moser         | 21:15.00 | +1:52.01 |